# Fritz Büttner
Fritz Büttner (* 26. Dezember 1908 in Weißstein; † 29. Oktober 1983 in Moers) war ein deutscher Politiker der SPD.

## Leben
Büttner, der evangelischen Glaubens war, absolvierte nach der Schule eine kaufmännische Lehre. Von 1940 an war er Knappschaftsinspektor. Er nahm von 1942 bis 1945 als Soldat am Zweiten Weltkrieg teil und geriet in sowjetische Gefangenschaft, aus der er 1946 entlassen wurde. Nach seiner Rückkehr war er erneut bei der Knappschaft tätig und wurde 1956 zum Knappschaftsamtmann befördert. 1962 wurde er Bundesvorsitzender des Deutschen Stenographenbundes. Seit 1965 war er auch Vizepräsident der Intersteno, einer internationalen Stenographenvereinigung.
Bereits vor 1933 war er Mitglied der SPD. Sein Vater Reinhold Büttner wurde als Mitglied der SPD und Widerstandskämpfer am 5. Juli 1937 im Polizeipräsidium Duisburg ermordet. Am 20. Mai 1937 beantragte Fritz Büttner als Angestellter die Aufnahme in die NSDAP und wurde rückwirkend zum 1. Mai desselben Jahres aufgenommen (Mitgliedsnummer 4.592.813). Nach dem Ende des Zweiten Weltkrieges trat er erneut der SPD bei und beteiligte sich am Wiederaufbau der Partei.
Seit 1952 war Büttner Mitglied des Kreistages im Kreis Moers und seit 1956 auch des Stadtrates von Moers und in beiden Gremien jeweils SPD-Fraktionsvorsitzender. Dem Deutschen Bundestag gehörte Büttner von 1957 bis 1969 an. Er vertrat dort den Wahlkreis Moers.
In Anerkennung seiner Verdienste wurde die „Fritz-Büttner-Begegnungsstätte“ der Arbeiterwohlfahrt in Moers nach Büttner benannt.